# Перщорп
Перщорп (на шведски: Perstorp) е град в южна Швеция, лен Сконе. Главен административен център на едноименната община Перщорп. Намира се на около 460 km на югозапад от столицата Стокхолм, на 60 km на североизток от Малмьо и на 30 km на запад от Хеслехолм. Получава статут на търговски град (на шведски шьопинг) през 1947 г. Има жп гара. Населението на града е 5665 жители според данни от преброяването през 2010 г.

## Побратимени градове
- Нютън Ейклиф, Англия